# Jugoslawische Eishockeyliga 1985/86
Die Saison 1985/86 war die 44. Spielzeit der jugoslawischen Eishockeyliga, der höchsten jugoslawischen Eishockeyspielklasse. Meister wurde zum insgesamt siebten Mal in der Vereinsgeschichte der HK Partizan Belgrad.

## Modus
Zunächst bestritten die zehn Mannschaften eine gemeinsame Hauptrunde. Die vier bestplatzierten Mannschaften der Hauptrunde qualifizierten sich für die Finalrunde, deren beiden Erstplatzierten sich wiederum für das Meisterschaftsfinale qualifizierten. Die übrigen sechs Hauptrunden-Mannschaften bestritten eine Platzierungsrunde um Platz 5. Für einen Sieg erhielt jede Mannschaft zwei Punkte, bei einem Unentschieden gab es einen Punkt und bei einer Niederlage null Punkte.

## Zweite Saisonphase

### Platzierungsrunde um Platz 5
|     | Klub                  | Sp | T  | GT  | Punkte |
| --- | --------------------- | -- | -- | --- | ------ |
| 5.  | HK Kranjska Gora      | 12 | 99 | 40  | 20     |
| 6.  | KHL Medveščak Zagreb  | 12 | 74 | 49  | 16     |
| 7.  | HK Celje              | 12 | 63 | 50  | 16     |
| 8.  | HK Bosna Sarajevo     | 12 | 68 | 43  | 16     |
| 9.  | HK Vojvodina Novi Sad | 12 | 67 | 76  | 12     |
| 10. | HK Maribor            | 12 | 17 | 130 | 1      |

Sp = Spiele, S = Siege, U = Unentschieden, N = Niederlagen

### Finalrunde
|    | Klub                   | Sp | T  | GT | Punkte |
| -- | ---------------------- | -- | -- | -- | ------ |
| 1. | HK Partizan Belgrad    | 12 | 59 | 45 | 20     |
| 2. | HK Jesenice            | 12 | 55 | 37 | 18     |
| 3. | HK Olimpija Ljubljana  | 12 | 31 | 41 | 12     |
| 4. | HK Roter Stern Belgrad | 12 | 32 | 55 | 8      |

Sp = Spiele, S = Siege, U = Unentschieden, N = Niederlagen

#### Meisterschaftsfinale
- HK Jesenice – HK Partizan Belgrad 1:3 (2:4, 3:6, 3:2, 3:4 n. V.)